# فرودگاه سنت فرانسیس

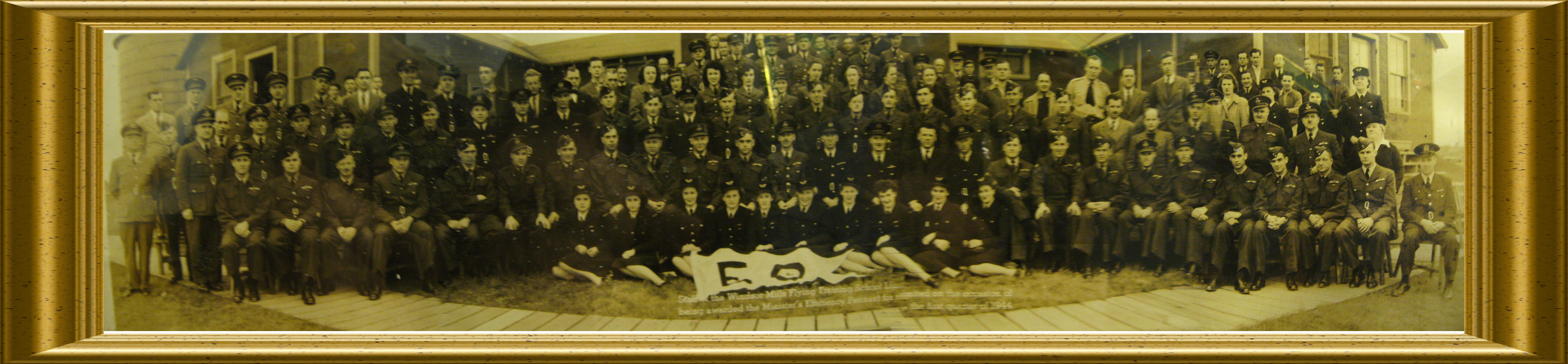
کارکنان فرودگاه در ۲۰۰۸

فرودگاه سنت فرانسیس (به انگلیسی: St. Francis Airport) یک فرودگاه خصوصی است . این فرودگاه در کشور کانادا قرار دارد و در ارتفاع ۸۰۷ متری از سطح دریا واقع شده است.